# Zones de vegetació

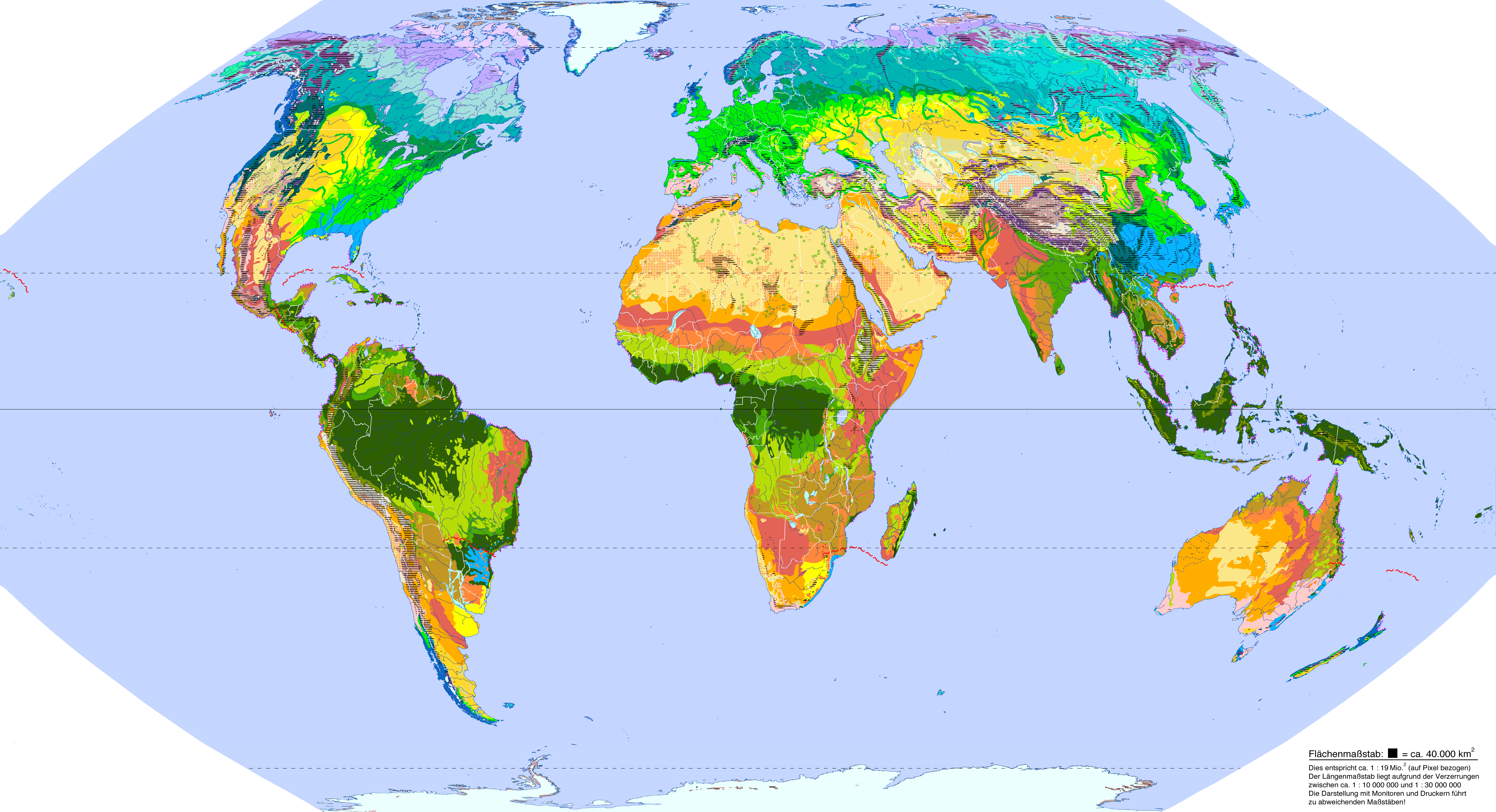
Zones de vegetació de la terra.

Influència combinada de factors geogràfics climàtics en els ecosistemes (en realitat els ecosistemes també influeixen retroactivament en el clima i produeixen relleu a molt llarg termini)

Zona de vegetació (també Zona floral, però no  Reialme floral ) és un terme de la geobotànica i la geografia del paisatge per a una superfície zonal de la Terra, en la qual es presenta una similar vegetació natural. És irrellevant si les espècies d'aquestes estan emparentades o no. (Les relacions familiars basades en una evolució comuna del món vegetal es descriuen geogràficament com reialmes florals.) Decisiu per a les zones de vegetació en el seu lloc són les estratègies d'adaptació similars de diferents espècies a la qual preval el clima., Els models de zones de vegetació es basen més en les observacions que respecte els valors mesurats.
Si tota la Terra fos una massa terrestre perfectament plana sense mars ni muntanyes, el clima i les zones de vegetació serien completament lineals i paral·leles a la Terra. En realitat, però, especialment els oceans (com a principal font de distribució de precipitacions) tenen un impacte important sobre el clima i asseguren una zona més irregular. En conseqüència, la vegetació a partir de línies de latitud fa que sigui més oceànica o més Continental. No obstant això, no tots els models de les zones de vegetació mostren aquestes diferències. Dins de les zones o zones diferents hi ha una vegetació dependent de l'altitud.

## Delimitació del terme
A diferència dels conceptes més recents de zonobioma i o ecozona, la zona de vegetació està més relacionat amb la vegetació que amb el clima. Tanmateix, a la literatura, aquests noms (i altres) sovint s'utilitzen de manera sinèrgica. Es distingeixen més de 20 tipus diferents, es mostren zones de vegetació, fins i tot si la terminologia de vegades suggereix una altra cosa. Un bon exemple són les "zones ecològiques" de FAO

## Problemes bàsics i límits

### Vegetació
El punt de partida per a la classificació de les zones és sempre la vegetació natural potencial o vegetació clímax que es desenvoluparia en una zona demarcada sense la influència de l'home. Els aspectes culturals-espacials que s'inclouen en el model de la zona ecològica amb moderació, no són rellevants aquí. Per definir les zones, es resumeix la localització de lloc (ecologia) veí amb interaccions properes amb unitats més grans, les "plantacions". Posteriorment, les formacions de la mateixa zona climàtica es combinen per formar "grans formacions" encara més grans. Aquí, les similituds, especialment en estratègies d'adaptació similars al clima prevalent. El treball estàndard és Atlas zur Biogeographie de Schmithüsen

### Clima
El clima influeix en tots els altres elements d'un ecosistema i és el primer en la sèrie de factors externs. Els conceptes de zona moderns utilitzen la classificació d'aire eficaç, que proporciona les dades per al cicle estacional de les temperatures i de la freqüència de la distribució i la quantitat de precipitació. Les formacions vegetals i els tipus de bioma més importants ja es poden deduir a partir d'aquests factors climàtics